# Николаев, Михаил Владимирович
Михаил Владимирович Николаев (13 февраля 1928 — 23 июня 2017) — передовик советского сельского хозяйства, машинист экскаватора Старорусской передвижной механизированной колонны № 2 объединения «Новгородмелиорация» Министерства мелиорации и водного хозяйства РСФСР, Новгородская область, Герой Социалистического Труда (1981).

## Биография
Родился 13 февраля 1928 года в деревне Корытенка Валдайского района Ленинградской (ныне — Новгородской) области в русской семье рабочего-железнодорожника.
Завершил обучение в семи классах вечерней школы. С мая 1943 года, во время Великой Отечественной войны, начал свою трудовую деятельность, стал работать в колхозе «Красный пахарь» в родной деревне. В августе 1943 года перешёл на работу электромехаником 5-й дистанции сигнализации и связи на станции Любница Валдайского района. В 1944 году окончил дорожно-техническую школу. В сентябре 1948 года призван в ряды Красной Армии.
В 1952 году, демобилизовавшись, стал работать трактористом Лычковской машинно-тракторной станции. С июня 1953 года трудился машинистом экскаватора Э-502 в различных районах Новгородской области. В сентябре 1962 года назначен главным инженером, а в 1963 году машинистом-экскаваторщиком Старорусской машинно-мелиоративной станции. С января 1970 года работал на экскаваторах Э-652 и Э-653 в этом же ПМК.
Одним из первых кто сумел освоить дренажный экскаватор. Являлся машинистом 1-го класса. Сумел значительно перевыполнить производственные планы восьмой и девятой пятилетки. По итогам восьмой пятилетки, за превышение производственных показателей в 1,6 раза награждён Орденом Ленина. В десятой пятилетки сумел выполнить десять годовых норм, переработав 1360 тысяч кубометров грунта. Сэкономил 7,9 тонн ГСМ. Стал победителем среди всех экскаваторщиков мелиоративных производств области. Огромное внимание уделял подготовке молодых специалистов.
Указом Президиума Верховного Совета СССР от 14 апреля 1981 года за выдающиеся производственные успехи, достигнутые в выполнении заданий десятой пятилетки и социалистических обязательств Михаилу Владимировичу Николаеву присвоено звание Героя Социалистического Труда с вручением ордена Ленина и золотой медали «Серп и Молот».
В июле 1988 года стал трудиться машинистом Старорусского ПМК «Новгородмелиорация». Позже вышел на заслуженный отдых.
Избирался членом Старорусского горкома КПСС.
Проживал в селе Бубновщина Старорусского района Новгородской области.
Умер 23 июня 2017 года, похоронен на Наговском деревенском кладбище Старорусского района.

## Награды
За трудовые успехи удостоен:
- золотая звезда «Серп и Молот» (14.04.1981)
- два ордена Ленина (07.05.1971, 14.04.1981)
- другие медали.
- Заслуженный мелиоратор РСФСР (19.02.1975)